# Arkholme-with-Cawood
Arkholme-with-Cawood – civil parish w Anglii, w hrabstwie Lancashire, w dystrykcie Lancaster. Leży 80 km na północ od miasta Manchester i 338 km na północny zachód od Londynu. W 2001 miejscowość liczyła 334 mieszkańców.